# Aleurotrachelus pandani
Aleurotrachelus pandani là một loài côn trùng cánh nửa trong họ Aleyrodidae, phân họ Aleyrodinae.
Aleurotrachelus pandani được Takahashi miêu tả khoa học đầu tiên năm 1951.